# 徐莘碘泡虫
徐莘碘泡虫（学名：Myxobolus cheisini）为碘泡科碘泡虫属的动物。分布于俄罗斯以及广东、辽宁等，营寄生生活，寄生在乌鳢的体表以及鲮的体表和鳃。